# 앨라

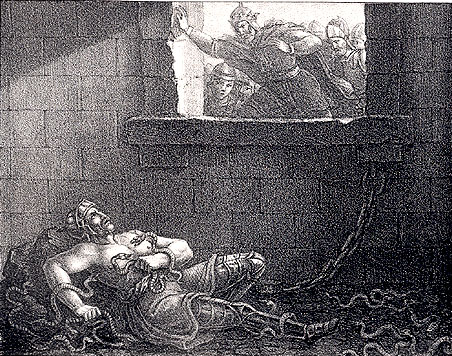
라그나르를 죽이는 앨라.

앨라(고대 영어: Ælla, Ælle, ? ~ 867년 3월 21일)는 9세기 중반 잉글랜드 북부의 노섬브리아 왕국의 왕이다. 그의 치세 동안 노섬브리아의 역사가 어떘는지 상세는 불확실하다. 앨라의 가계 역시 알려져 있지 않고 그 재위 기간도 정확히 알려져 있지 않다.
앨라는 전왕 오스버트가 폐위되자 왕으로 즉위했는데, 그 시기는 862년 또는 863년이라 하나 866년이라 하기도 한다. 앨라의 치세에 관해서는 알려진 것이 거의 없다. 연대기작자 더럼의 시메온 수도사는 앨라가 교회의 땅인 빌링검(Billingham), 일레클리프(Ileclif), 위게클리프(Wigeclif), 크레케(Crece)를 공격했다고 기록했다. 대부분의 문헌에서 앨라는 폭군에 정의롭지 못한 왕으로 묘사된다. 어느 문헌에서는 그와 오스버트가 형제지간이라고도 한다.
866년 늦여름 이교도 대군세가 노섬브리아로 진군하여 동년 11월 21일 요크를 공격했다. 더럼의 시메온, 《앵글로색슨 연대기》, 웨일스의 아세르, 웨섹스의 에델워드는 모두 이에 대해 세부사항만 조금 차이가 날 뿐 동일한 기록을 남겼다. 시메온의 《앵글인의 왕사》에 따르면 867년 3월 21의 전투에서 오스버트와 앨라는 바이킹들에게 죽임을 당했다. 앨라가 죽은 뒤 바이킹들은 엑그버트 1세를 노섬브리아의 왕으로 임명했다.
노르드 신화에서 앨라는 노르드의 영웅 라그나르 로드브로크를 함정에 빠뜨려 뱀굴에 던져 죽인 악당으로 나온다. 신화에서는 라그나르의 아들들이 그 복수를 위해 잉글랜드로 쳐들어간 것이 이교도 대군세라고 설명한다. 그 상세한 이야기는 《라그나르의 아들들의 사트르》에 기록되어 있다.

## 참고 자료
- Kirby, D.P., The Earliest English Kings. London: Unwin, 1991. ISBN 0-04-445692-1
- Higham, N.J., The Kingdom of Northumbria AD 350-1100. Stroud: Sutton, 1993. ISBN 0-86299-730-5
- Symeon of Durham; J. Stevenson, translator (1855). “The Historical Works of Simeon of Durham”. 《Church Historians of England, volume III, part II》. Seeley's. 2007년 1월 27일에 확인함.
- Whitelock, Dorothy (1969). “Fact and Fiction in the Legend of St. Edmund”. 《Proceedings of the Suffolk Institute of Archaeology 31》. 2006년 9월 4일에 원본 문서에서 보존된 문서. 2007년 1월 27일에 확인함.

| 오스버트 | 노섬브리아의 왕 ? ~ 867년 | 엑그버트 1세 |